# Rundfunkjahr 1951

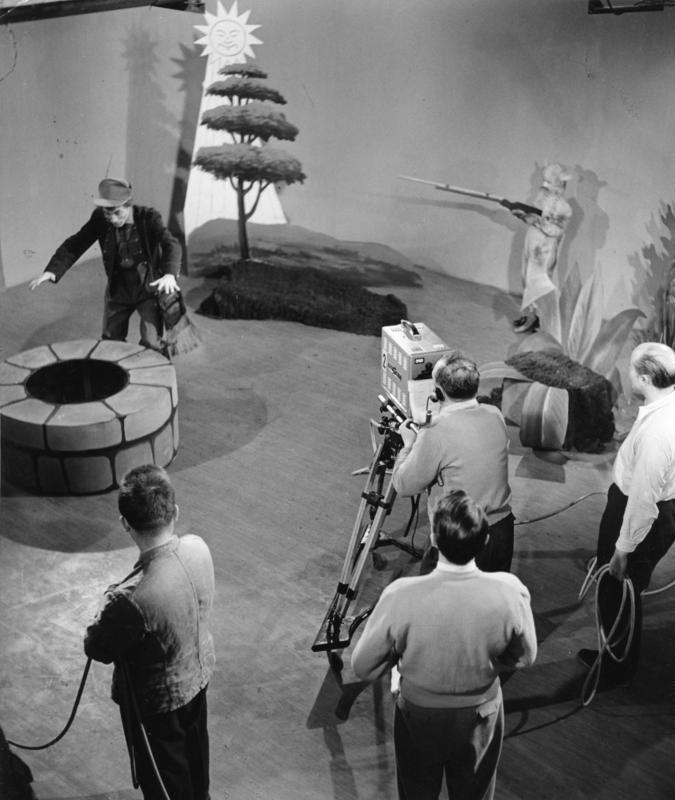
Fernsehstudio des WDR in den frühen 1950er-Jahren

Liste der Rundfunkjahre

◄◄ | ◄ | 1947 | 1948 | 1949 | 1950 | Rundfunkjahr 1951 | 1952 | 1953 | 1954 | 1955 | ► | ►►

Weitere Ereignisse

## Allgemein
- Die ARD schickt Peter von Zahn als ersten eigenen Korrespondenten in die USA.
- Die Schweizer Firma Revox bringt den Revox T26, das erste Tonbandgerät unter eigenen Markennamen in Umlauf.
- 3. März – Die Radio Corporation of America (RCA) stellt eine tragbare Fernsehkamera vor. Die Apparatur besteht aus zwei Einheiten, einer 3,6 Kilogramm schweren Schwarz-Weiß-Kamera und einer auf dem Rücken zu tragenden 24 Kilogramm schweren Sendeeinheit.
- 29. August – In Deutschland erscheint die erste Ausgabe der Micky Maus.

## Hörfunk
- Die österreichische Sendergruppe Rot-Weiß-Rot startet die Quizsendung Die große Chance mit Maxi Böhm.
- Gründung des Studios für elektronische Musik im Rahmen des Nordwestdeutschen Rundfunks in Köln, der weltweit ersten derartigen Einrichtung.
- Februar – Der RIAS startet die Krimireihe Es geschah in Berlin.
- 19. April – Der NWDR strahlt erstmals das Hörspiel Träume von Günter Eich aus. Das unter der Regie von Fritz Schröder-Jahn entstandene Werk löst aufgrund des umstrittenen Inhalts  beim Publikum einen Skandal aus.
- 28. Oktober – Nach der vollständigen Wiederherstellung der im Krieg zerstörten Kirche St. Peter in München verwendet der Bayerische Rundfunk (BR) wieder das vollständige Pausenzeichen Solang der alte Peter.
- 14. November – Der NWDR in Köln   beginnt mit der Ausstrahlung des 8-teiligen Hörspiels Paul Temple und der Fall Curzon von Francis Durbridge mit René Deltgen, Elisabeth Scherer und Kurt Lieck in den Hauptrollen. Die Regie hatte Eduard Hermann.

## Fernsehen
- Im Jahr 1951 finden in den USA zahlreiche transkontinentale Fernsehpremieren statt (siehe 4. und 22. September und 2. Oktober).
- 23. Januar – Bei den zum dritten Mal verliehen Emmy-Awards wird unter anderen die Quizshow Truth or Consequences ausgezeichnet.
- 25. Juni – In den USA ist zum ersten Mal ein Fernsehwerbespot in Farbe zu sehen.
- 4. September – Der Livebericht über die Friedensverhandlungen mit Japan in San Francisco ist die erste in Nordamerika transkontinental ausgestrahlte Fernsehsendung.
- 22. September – In den USA wird zum ersten Mal ein Sportereignis, die Begegnung der Footballmannschaften der Duke University und der University of Pittsburgh, transkontinental ausgestrahlt.
- 27. September – Der Werkssender der Firma Grundig in Fürth nimmt den regelmäßigen Sendebetrieb auf.
- 2. Oktober – Das dänische (DR1) und das niederländische Fernsehen (Nederland 1) nehmen ihren regelmäßigen Betrieb  auf.
- 2. Oktober – Die Saison der World Series kann erstmals live in den gesamten USA im Fernsehen verfolgt werden.
- 15. Oktober – Auf CBS hat die Serie I Love Lucy mit Lucille Ball Premiere. I love Lucy gilt als die erste Sitcom der Fernsehgeschichte und prägt daher das Genre bis in die Gegenwart. Die Folgen werden erstmals nicht, wie bis dahin üblich, live ausgestrahlt, sondern zunächst (vor Publikum, daher die typischen Lacher im Hintergrund) auf Film aufgezeichnet.
- 17. Oktober – Argentinien startet ins Fernsehzeitalter.
- Dezember – Der Deutsche Fernsehfunk (DFF) beginnt mit seinem öffentlichen Versuchsbetrieb.

## Geboren
- 15. Februar – Jane Seymour, britische Schauspielerin wird in Greater London geboren.
- 26. Mai – Ilona Christen, deutsche Fernsehmoderatorin (ZDF-Fernsehgarten) und Talkshow-Gastgeberin ihrer gleichnamigen Talkshow wird als Ilona Kleitz in Saarbrücken geboren († 2009).
- 30. Juli – Hans Christiani, deutscher Schauspieler (Gute Zeiten, schlechte Zeiten) wird in Berlin geboren.
- 13. August – Peter Zimmermann, deutscher Schauspieler wird in Ost-Berlin geboren.
- 20. August – Kalle Pohl, deutscher Musiker und Komiker wird in Düren geboren. Dem Fernsehpublikum wird er durch die Sendung 7 Tage, 7 Köpfe (1997–2005) bekannt.
- 8. Dezember – Elfi Eschke, deutsche Schauspielerin (Büro, Büro) wird in Bremen geboren.
- 14. Dezember – Mike Krüger, deutscher Komiker, Kabarettist und Sänger wird als Michael Friedrich Wilhelm Krüger in Ulm geboren. Dem Fernsehpublikum wird er u. a. durch die Sendungen Vier gegen Willi (1986–1989) und 7 Tage, 7 Köpfe (1996–2005) bekannt.